# 11 Pantsergeniebataljon
11 Pantsergeniebataljon (11 PAGNBAT) is een gevechtsondersteunende eenheid van de Koninklijke Landmacht. Zij is gelegerd op de Prinses Margrietkazerne in Wezep. Dit bataljon maakt deel uit van 43 Gemechaniseerde Brigade, die met diverse gepantserde (rups)voertuigen zoals de CV90-infanteriegevechtsvoertuigen, de Leopard 2-doorbraaktank (Kodiak) en Boxer-pantserwielvoertuigen de zwaarste brigade van Nederland vormt. De brigade is sinds 2016 onderdeel van de 1e Duitse Pantserdivisie. Delen van het bataljon waren betrokken bij diverse missies en uitzendingen. 

## Organisatie
11 Pantsergeniebataljon bestaat uit drie compagnieën: 
- 111 Pantsergeniecompagnie
- 112 Pantsergeniecompagnie
- MREC (voorheen 101 CBRN-Verdedigingscompagnie)

### 111 Pantsergeniecompagnie en 112 Pantsergeniecompagnie
De pantsergeniecompagnieën ondersteunen de gevechtseenheden door vijandelijke of natuurlijke hindernissen te doorbreken en begaanbaar te maken, bijvoorbeeld door het ruimen van mijnenvelden en andere obstakels op wegen van de opmarsroute. In de verdediging vertragen zij de vijand juist door bijvoorbeeld het opblazen van bruggen tot het bouwen van verschillende vertragende hindernissen. De pantsergeniecompagnieën worden ondersteund door Pantsergenieondersteuningspeloton (PAOSTPEL)

### Multi Role Engineer Company (101 CBRN-Verdedigingscompagnie)
Multi Role Engineer Company is een samengestelde compagnie met 4 unieke specialismes. MREC bestaat uit:  
- CBRN Multi Functioneel Peloton (voorheen 101 CBRNverdcie)
- Constructiegenie (voorheen 101 CBRNverdcie)
- De Genieverkenners (voorheen EARS)
- Advanced Search (voorheen EARS)

#### CBRN Multi Functioneel Peloton (voorheen 101 CBRNverdcie)
Een van de taken van dit peloton is het verrichten van ontsmettingswerkzaamheden op het gebied van chemische, biologische, radiologische of nucleaire (CBRN) stoffen, het gaat daarbij aan zenuwgassen, virussen, bacteriën en atoombommen. Het multifunctionele CBRN-peloton kan de dreiging vaststellen, identificeren en monitoren. Het peloton werd gedurende de coronacrisis ingezet om een met COVID-19 besmette bus te ontsmetten.       

#### De Genieverkenners (voorheen EARS)
De Genieverkenners worden ingezet om verkenningen te doen.  

#### Advanced Search (voorheen EARS)
Het advanced search team is gespecialiseerd in het zoeken naar verboden voorwerpen, zoals wapens, drugs, geld, documenten of bewijsmateriaal. Deze eenheid werkt tevens samen met de autoriteiten zoals de politie.  

## Voorbeelden van inzetten en uitzendingen
Het 11 Pantsergeniebataljon is ingezet bij:
- Routes vrijmaken en ontmijning in Bosnië en Kosovo in de jaren 1990 en 2000-2001;
- Noodhulp in Irak in 1991 en in Kosovo in 2000-2001;
- Kampement bouwen in Eritrea in 2001;
- Search en geniegevechtssteun in Afghanistan in van 2006-201;
- Wederopbouw na orkaan Irma op Sint Maarten in 2017;
- Ondersteuning van de Nederlandse en de Caraïbische politie.